# 1749 в Україні

## Особи

### Народились
- Гамалія Михайло Леонтійович (1749-1830) — український лікар, статський радник.
- Трощинський Дмитро Прокопович (1749-1829) — український аристократ козацького стану, державний діяч Російської імперії. Меценат української культури.

### Померли
- 3 січня Геннадій Васинський (1688-1749) — український церковний діяч доби Гетьманщини, ігумен Дятловицького Спасо-Преображенського монастиря.
- Лизогуб Яків Юхимович (1675-1749) — військовий і політичний діяч, генеральний бунчужний, генеральний обозний, наказний гетьман.

## Засновані, зведені
- Тернопільський собор
- Собор і монастир домініканців (Львів)
- Київська брама (Глухів)
- Круглий двір (Тростянець)
- Гладківщина (село)
- Дмухайлівка
- Киселівка (Ріпкинський район)
- Клубівка (Ріпкинський район)
- Нова Папірня
- Нові Яриловичі
- Олександрівка Друга (Ріпкинський район)
- Сиделівка
- Скиток
- Старі Яриловичі